# Klara Jochner
Klara Jochner (* 27. September 1843; † 27. Dezember 1913 in München) war eine deutsche Schriftstellerin, die auch unter dem Pseudonym Klara Reichner publizierte.

## Leben
Über ihren Geburtsort, ihre Herkunft, Ausbildung und Betätigungen ist nichts bekannt. Sie schrieb Erzählungen, Märchen und Kinderliteratur. Sie starb im Alter von 70 Jahren.

## Werke
- Märchen für große Kinder. Homolatsch, München 1872. (Digitalisat)
- Ein Redoutenbillet oder Nicht ohne mich. Lustspiel in 1 Akt. Homolatsch, München 1873. (Digitalisat)
- Der Freischütz. Weise, Stuttgart 1881.
- Die Jahreszeiten in Bildern aus dem Kinderleben. Weise, Stuttgart 1882.
- Blüten aus dem Märchengarten. Düms, Wesel 1882.
- Der Kinder Königreich. Märchen. 2 Bändchen. Kramer, Hamburg 1882.[1]
- Das Märchen von der Zauberflöte. Weise, Stuttgart 1883.[2]
- Der rote Hof. Die Schicksale eines Kindes. 2 Erzählungen für Kinder. Siwinna, Kattowitz 1883.
- Die Geschichte von Wilhelm Tell. Weise, Stuttgart 1883.
- Die guten Kameraden. Weise, Stuttgart 1884.
- Eine dunkle That. Kriminal-Novelle. Hahn, Gera 1884.
- Der Kinder Zeitvertreib. Kleine Erzählungen und Gedichte. Weise Stuttgart 1885.[3]
- Aschenbrödel oder der Onkel aus Amerika. Erzählung. Siwinna, Kattowitz 1885.[4]
- Mit Ferdinand Goebel und Karl Zastrow: Allerlei Märchen. Der Jugend Wundergarten. Düms, Wesel 1888.
- Aus der goldenen Märchenwelt. 50 Märchen. Weise, Stuttgart 1890.
- Auch ein Schatzkästlein. 50 Erzählungen für Kinder von 6–11 Jahren. Weise, Stuttgart 1894.
- Der Bettlerkönig. Neuausgabe beim Salpeterer-Verlag 2021.